# مادام زندو
مادام زَنَدو (به انگلیسی: Madame Xanadu) یک شخصیت خیالی در کتاب‌های کامیک آمریکایی منتشر شده توسط دی‌سی کامیکس است. شخصیت مادام زندو توسط نویسنده دیوید میشلینی، و طراحی وال میریک و مایکل کلوتا خلق شده‌است که برای اولین بار در شمارهٔ ۱ دوروِی تو نایت‌مر (فوریه ۱۹۷۸) حضور پیدا کرد.

## زندگینامه ساختگی شخصیت
سرآغاز زندگی مادام زندو در چندین آرک داستانی از مجموعه ورتیگو بررسی شده‌است. بر طبق این داستان‌ها او سابقاً ساحره‌ای به نام نیمو اینوودو، و کوچکترین خواهر مُورگانا (برای تبدیل شدن به مورگان لی فی) و ویویان (بانوی دریاچه) بود. مادام زندو همان شخصیت نیمو است که طلسم زندانی نمودن را بر روی معشوقه سابقش مرلین اجرا کرد، (زیرا او را برای کنترل کردن کملوت و تغییر مسیر تاریخ به نفع خود سرزنش می‌کرد). اما این مرلین بود که آخرین خنده‌ها را به لب داشت، و با وجود آن مرلین موفق به سلب سحر و جادو از او موفق شد و او را مجبور به استفاده از معجون‌های جادویی برای حفظ جاودانگی خود نمود.
پس از این ماجرا او مدت زمانی را سرگردان در سراسر جهان سپری کرد، تا اینکه تصمیم گرفت برای کفاره گناهانش، تبدیل به یک مشاور برای بسیاری از حاکمان بزرگ شود. او این کار را توسط توانایی‌های ابرانسانی خود انجام می‌داد. او همچنین مدتی در شانگدو (در زبان‌های غربی با تلفظ: زَنَدو)، پایتخت تابستانی قوبلای‌خان، فرمانروای دودمان یوآن چین سپری کرد که همین مسئله منجر به تغییر نام او به مادام زَنَدو شد. در طول دورهٔ انقلاب فرانسه، او تلاش کرد تا به ماری آنتوانت نصیحت‌هایی کند. در طی این دوران او قادر به بازیابی مجدد نامیرایی خود توسط غلبه و برتری جستن بر شخصیت دث، در بازی ورق شد.
هنگامی که اسپکتر بدست آنتی-مانیتور از بین رفت، مادام زَنَدو آیین جادویی به منظور بازگردانی وی به زندگی اجرا کرد. از آن روز به بعد او نقش مشاور معنوی را برای اسپکتر ایفا کرد در حالی که میزبان او در آن زمان جیم کاریگان بود. در طی مجموعه بحران‌های بی‌نهایت، زمانی که اسپکتر ناپایدار بود و اعتقاد داشت که جادو با اعمال شیطانی برابری می‌کند، مادام زندو را غیرفعال کرد و چشمانش را از او گرفت. او چشم‌های خود را ۱۴ بار جایگزین کرد، اما هر بار دوباره سوزانده می‌شدند، زیرا قدرت‌های اسپکتر فراتر از او بودند.